# Off Prime
Off Prime est une série télévisée française en 24 épisodes de 26 minutes créée par Christophe Fort, produite par CALT, et diffusée du 9 mai 2007 au 3 avril 2008 sur M6.

## Synopsis
Off Prime est une série humoristique où est dévoilée la vie « presque réelle » de Virginie Efira, au travers de chroniques, d'instants banals d’une jeune femme célèbre, où le moindre détail de sa vie privée (un appel de sa mère, une rencontre d'un soir, une soirée « lose », une gueule de bois, un rendez-vous professionnel...) peuvent entraîner une réaction en chaîne de situations hilarantes et désopilantes. Alors que son public imagine qu’elle mène une vie de star, en off, Virginie est plutôt une personne simple qui vit avec un couple d'amis, Samuel et Carole, qu'elle héberge temporairement, bien que ce côté temporaire ait un peu tendance à s'éterniser.
Off Prime dévoile « une Virginie » qui a le don de se mettre dans des situations très inconfortables, envers ses proches et ses relations professionnelles. Bien que sa carrière d'animatrice télé lui apporte une certaine stabilité professionnelle et une grande aisance financière, elle espère que sa notoriété, acquise en tant que présentatrice de Nouvelle Star, pourra lui ouvrir les portes du cinéma et de la fiction télé, et qu'elle pourra enfin devenir actrice, ambition qu'elle nourrit depuis toujours.

## Distribution
- Virginie Efira : Elle-même
- Elise Otzenberger : Carole
- Alban Lenoir : Jean-Bernard
- Simon Astier : Sam
- Christian Bujeau : Loïc de Villedieu
- Dorothée Pousséo : Julie
- Gaëlle Hausermann : Sophie
- Virginie Ledieu : La mère de Virginie

### Invités
- Antoine de Caunes : Saison 1, ép.1
- Michaël Youn : Saison 1, ép.2
- Shirley Bousquet : Saison 1, ép.2
- Yvan Le Bolloc'h : Saison 1, ép.3
- Franck Dubosc : Saison 1, ép.4
- Estelle Denis : Saison 1, ép.4
- Jérôme Anthony : Saison 1, ép.4 ; Saison 2, ép.12
- Sandra Lou : Saison 1, ép.4
- Magloire : Saison 1, ép.4 et 6 ; Saison 2, ép.5
- François Vincentelli : Saison 1, ép.5
- Christophe Willem : Saison 1, ép.6
- Francis Lalanne : Saison 1, ép.7
- Bruno Solo : Saison 1, ép.9
- Florent Pagny : Saison 1, ép.10
- Laurent Boyer : Saison 1, ép.10
- Pierre Ménès : Saison 2, ép.1
- Thierry Roland : Saison 2, ép.1
- Mac Lesggy : Saison 2, ép.1
- Joséphine de Meaux : Saison 2, ép.1 et 2
- Mia Frye : Saison 2, ép.1 et 2
- Frédéric Diefenthal : Saison 2, ép.3
- André Manoukian : Saison 2, ép.4
- Alexandre Astier : Saison 2, ép.5 à 8
- Pascal Obispo : Saison 2, ép.6
- Arnaud Tsamere : Saison 2, ép.6
- Ben : Saison 2, ép.6 et 7
- Hippolyte Girardot : Saison 2, ép.7 et 8
- Arsène Mosca : Saison 2, ép.7 et 8
- Alessandra Sublet : Saison 2, ép.8
- Valerie Damidot : Saison 2, ép.9
- Philippe Vandel : Saison 2, ép.9
- Disiz : Saison 2, ép.10
- François-Xavier Demaison : Saison 2, ép.12

## Fiche technique
- Auteurs : Simon Astier, Christophe Fort, Alban Lenoir
- Réalisation : Stéphan Kopecky, Bruno Solo et Simon Astier
- Production : CALT (Caméra Café et Kaamelott)
- Producteur exécutif : Hubert de Filippo

## Épisodes

### Première saison
1. Une star en vraie
2. Coincée par les paparazzi
3. Visite Surprise
4. Miss Camping
5. Concurrences entre blondes
6. Retrouvez Christophe Willem !
7. Un petit ami encombrant
8. Un coach d'enfer
9. Publicité
10. Comédie musicale
11. Enterrement
12. Malentendu

### Deuxième saison
1. Confusions
2. Quelques cours
3. Demande en mariage
4. Reviens vite
5. Les cultures
6. Savoir aidé
7. Un peu de mystère...
8. Chacun son tour
9. Un ami, oublié, retrouvé
10. La nouvelle émission
11. Le mariage de mon père
12. Come-back

## Commentaires

### Origine et influences
À la suite de l'envie de Yann Goazempis, directeur de la fiction française d'humour de M6, de confier le rôle principal d'une série à Virginie Efira, Christophe Fort explique avoir voulu faire de cette étiquette d'animatrice populaire un avantage en créant une fiction autour de Virginie, dans son propre rôle d’animatrice sur M6 : « Que des personnalités réelles interprètent leur propre personnage est un procédé que j'adore depuis tout gamin. Des films comme A Hard Day's Night de Richard Lester avec The Beatles, Give My Regards to Broad Street de Peter Webb ou encore L'aventure c'est l'aventure avec Johnny, sont sûrement les principales influences du concept. […] La difficulté étant d’arriver à rester crédible sans que la fiction ne prenne pas trop le pas sur le réalisme ».